# Pipromorphe de McConnell
Mionectes macconnelli
Espèce
Statut de conservation UICN

 LC  : Préoccupation mineure
Le Pipromorphe de McConnell (Mionectes macconnelli) est une espèce de passereau de la famille des Tyrannidae,.

## Systématique et distribution
Cet oiseau est représenté par deux sous-espèces selon la classification de référence du Congrès ornithologique international (version 9.1, 2019) :
- Mionectes macconnelli macconnelli (Chubb, C, 1919) : de l'est du Venezuela à l'est des Guyanes, au nord-est du Brésil et en Bolivie ;
- Mionectes macconnelli peruanus (Carriker, 1930) : centre et sud-est du Pérou et régions limitrophes du sud-ouest du Brésil[1],[2],[4].

Depuis les travaux de John W. Fitzpatrick en 2004, le Congrès ornithologique international considère la sous-espèce amazonus comme étant identique à la sous-espèce nominale Mionectes macconnelli macconnelli.